# Ferris y Ja t'ho diré
Ferris es el primer vinilo de la banda española de rock español Ferris. El vinilo, compartido con el grupo menorquín Ja t’ho diré, se publicó en 1990 producido por Antoni Fernández (Estudis “Digitals”) en Palma de Mallorca, compartido con el 

## Lista de canciones
Ferris
1. «La noche de un ganador» (M. Ayza, J.M. Doblas y M. Plana)
2. «Una mano diciendo adiós» (M. Plana, J.M. Doblas y M. Ayza)
3. «Yo no puedo ya más» (M. Plana y R.Mª. Murciano)
4. «Sentado en el jardín» (J. Odrí, J.M. Doblas y M. Plana)

Ja t'ho diré
1. «Muqueres» (J. Moll "Fly" y Ja t'ho diré)
2. «El último verdugo» (J. Moll "Fly" y Ja t'ho diré)
3. «El vell pescador» (J. Moll "Fly" y Ja t'ho diré)
4. «Ei, Joan!» (J. Moll "Fly" y Ja t'ho diré)

## Personal
- Miquel Plana (músico): voz.
- Agustí Canet: guitarra.
- Ramón “Curro” Saura: guitarra.
- Miquel Ayza: bajo.
- Javier Andreu: batería.

- Datos: Q6435530